# بازار جاویژه
بازاریابی جاویژه یا بازارِ جاویژه (به انگلیسی: Niche market) (آوانگاری انگلیسی به فارسی: نیچ مارکت) بخش حاشیه‌ایِ کوچکی از بازار است که بر روی یک نیاز ویژه یا یک کالای ویژه متمرکز شده است. این گونه از مدیریت بازاریابی، بازار هدف خود را بر پایه نیازِ بسیار ویژه، دامنه قیمتی، کیفیت کالا و ویژگی‌های جمعیت‌شناختی تعریف کرده است. شبکه‌های ورزشی مانند ای‌اس‌پی‌ان از نمونه‌های بازاریابی جاویژه هستند.
هدف از بازاریابی جاویژه، تمرکز بر تأمین یک کالا یا خدمت برای بخش کوچکی از بازار است که کالاها یا خدمات موجود نتوانسته‌اند نیازش را به خوبی برآورده سازند. درست است که کسب‌وکارها غالباً برای پر کردن بخش‌های تهی و نیازهای برآورده نشدهٔ بازار آغاز به کار می‌کنند، اما اصطلاح بازاریابی جاویژه معمولاً برای اشاره به کسب‌وکارهای کوچک و متوسطی به کار می‌رود که کالا یا خدمت ویژه‌ای را برای بخش محدودی از بازار عرضه می‌کنند. این بخش‌های بازار معمولاً گوشه‌های دِنج بازار هستند که یا از دید رقبا پنهان مانده‌اند یا آن چنان کوچک هستند که وارد شدن به آنها برای رقبا بهرهٔ اقتصادی چندانی ندارد.

## مثالی ساده
برای ملموس شدن بحث فرض کنید می‌خواهیم یکی از مشاغل ویژهٔ بازاریابی دیجیتال، مثلاً سئو، را بخش‌بندی کنیم.
سئو ۶ بخش دارد: سئو داخلی، سئو خارجی، سئو فنی، سئو مقالات، سئو تصاویر، سئو ویدیو.
هر کدام از ۶ بخش بالا می‌تواند یک بازار جاویژه، برای سئو باشد.